# Platalea
Platalea – rodzaj ptaków z rodziny ibisów (Threskiornithidae).

## Zasięg występowania
Rodzaj obejmuje gatunki brodzące, zamieszkujące głównie strefy klimatów równikowych, zwrotnikowych i podzwrotnikowych Starego Świata (w Nowym Świecie występuje jedynie warzęcha różowa).

## Morfologia
Długość ciała 60–100 cm, rozpiętość skrzydeł 110–135 cm; masa ciała 1130–2070 g. Ptaki te różnią się od ibisów kształtem dzioba, który mają długi, prosty, szeroki z charakterystycznym rozszerzeniem na końcu.

## Systematyka

### Etymologia
- Platalea: łac. platalea „warzęcha”[9].
- Pelecanus: gr. πελεκαν pelekan, πελεκανος pelekanos „pelikan”[9]. Gatunek typowy: Platalea leucorodia Linnaeus, 1758.
- Ajaia: nazwa Ayayá lub Ajajá w języku tupi dla warzęchy różowej (por. epitet gatunkowy Platalea ajaja Linnaeus, 1758)[9]. Gatunek typowy: Platalea ajaja Linnaeus, 1758.
- Leucerodia: gr. λευκερωδιος leukerōdios „warzęcha”, od λευκος leukos „biały”; ερωδιος erōdios „czapla”[9]. Gatunek typowy: Platalea alba Scopoli, 1786.
- Spatherodia: gr. σπαθη spathē „łopatka, łyżka”; ερωδιος erōdios „czapla”[9]. Gatunek typowy: Platalea regia Gould, 1838.
- Platibis: łac. platea „warzęcha”; ibis, ibidis „ibis”, od gr. ιβις ibis, ιβιδος ibidos „ibis”[9]. Gatunek typowy: Platalea flavipes Gould, 1838.
- Mystrorhamphus: gr. μυστρον mustron „łyżka”, od μυστιλη mustilē „kawałek chleba wydrążony w kształcie łyżki”; ῥαμφος rhamphos „dziób”[9]. Nowa nazwa dla Ajaia Reichenbach, 1852 ze względu na puryzm.

### Podział systematyczny
Do rodzaju należą następujące gatunki:
- Platalea flavipes Gould, 1838 – warzęcha żółtodzioba
- Platalea ajaja Linnaeus, 1758 – warzęcha różowa
- Platalea alba Scopoli, 1786 – warzęcha czerwonolica
- Platalea leucorodia Linnaeus, 1758 – warzęcha zwyczajna
- Platalea minor Temminck & Schlegel, 1849 – warzęcha mała
- Platalea regia Gould, 1838 – warzęcha królewska